# Historia de Bangladés
Para el periodo anterior a 1947, véase Historia de la India.

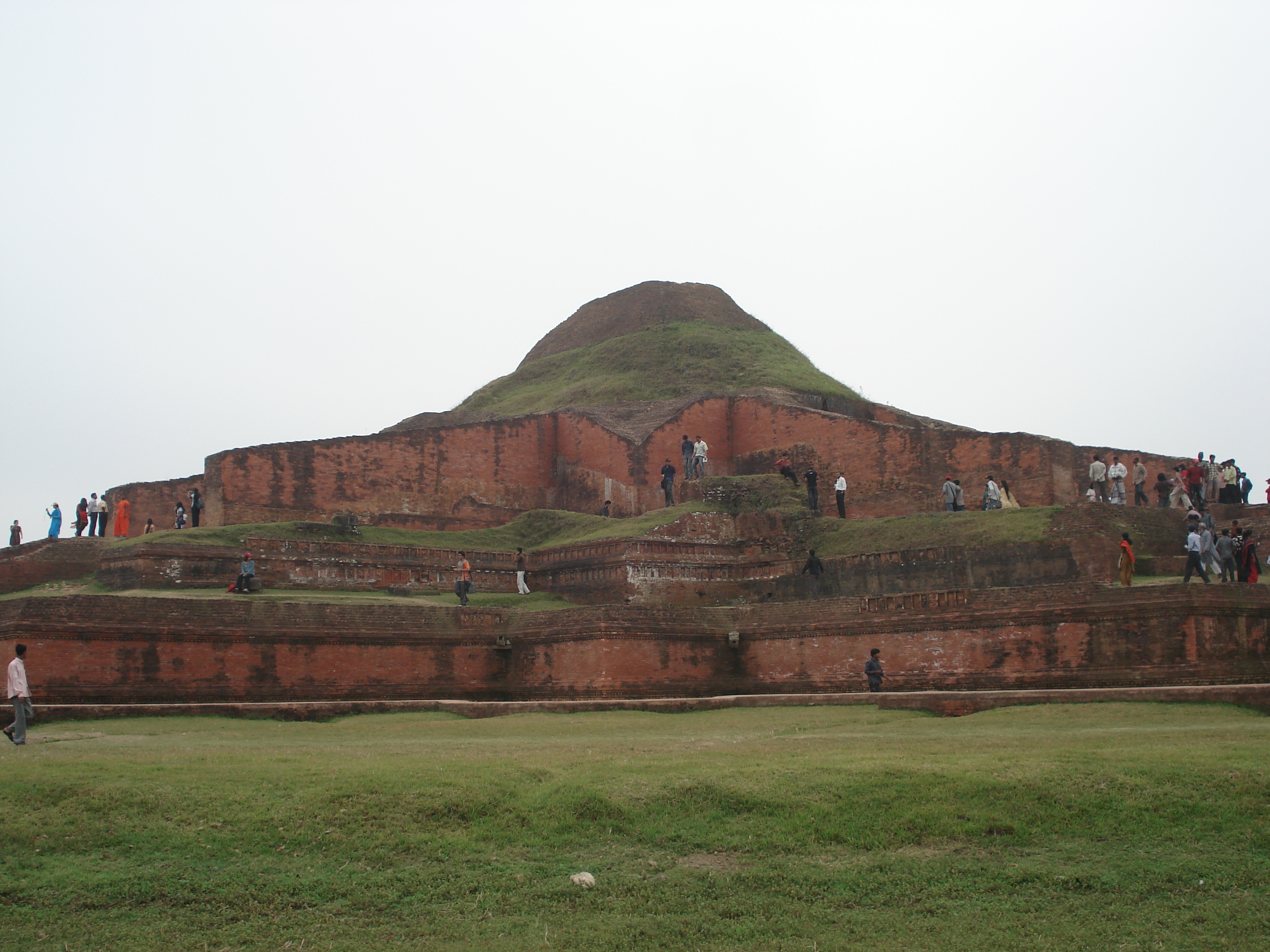
Somapura Mahavihara, en Bangladés. Es el vihara budista más grande del subcontinente indio construido por el Dharmapala de Bengala.

Bangladés ocupa el territorio del antiguo Pakistán Oriental que fue parte del Pakistán entre 1947 y 1971, y parte de la India Británica anteriormente a la partición de la India Británica de 1947 realizada al declararse la independencia de India y Pakistán. 
La historia de la civilización de Bangladés, antes conocida como Bengala Oriental, se remonta a más de cuatro milenios, hasta el Calcolítico. La historia documentada de los primeros tiempos del país se caracterizó por la sucesión de reinos e imperios hinduistas y budistas, que se disputaban el dominio de la región.
El Islam llegó durante los siglos VI-VII d. C. y se convirtió en dominante gradualmente desde principios del siglo XIII con las conquistas lideradas por  Bakhtiyar Khalji, así como las actividades de misioneros Sunni como Shah Jalal en la región. Más tarde, los gobernantes musulmanes iniciaron la predicación del Islam mediante la construcción de mezquitas. A partir del siglo XIV, fue gobernada por el Sultanato de Bengala, fundado por
Fakhruddin Mubarak Shah, formuló una moneda individual que llevaba su nombre. Conquistó Chittagong por primera vez y se fusionó con el Sultanato de Bengala. Construyó por primera vez una vía elevada de Chandpur a Chittagong.
El Sultanato de Bengala fue ampliado por el rey Shamsuddin Ilyas Shah, comenzando un período de prosperidad económica y dominio militar del país sobre los imperios regionales, que fue referido por los europeos como el país más rico con el que comerciar.
Posteriormente, la región pasó a depender del Imperio mogol, siendo, según el historiador C. A. Bayly, probablemente su provincia más rica. Subah de Bengala generó casi la mitad del PIB del imperio y el 12% de la PIB mundial.
Tras el declive del Imperio mogol a principios del siglo XVIII, Bengala se convirtió en un estado semiindependiente bajo los Nawabs de Bengala, liderados en última instancia por Siraj ud-Daulah. Posteriormente fue conquistado por la Compañía Británica de las Indias Orientales en la Batalla de Plassey de 1757. Bengala contribuyó directamente a la Revolución Industrial en Gran Bretaña, pero condujo a su desindustrialización. Posteriormente se estableció la Presidencia de Bengala.
Las fronteras del Bangladés moderno se establecieron con la  separación de Bengala y la India en agosto de 1947, cuando la región se convirtió en Pakistán Oriental como parte del recién formado Estado de Pakistán tras el fin del gobierno británico en la región. La Proclamación de la Independencia de Bangladés en marzo de 1971 condujo a la guerra de liberación de Bangladés, de nueve meses de duración, que culminó con el surgimiento de Pakistán Oriental como República Popular de Bangladés.
Tras la independencia, el recién fundado Estado sufrió hambrunas, desastres naturales y pobreza generalizada, así como agitación política y golpes militares.

## Etimología deBengala
Se desconoce el origen exacto de la palabra Bangla o Bengala. Según el Mahabharata, Purana, Harivamsha Vanga fue uno de los hijos adoptivos del rey Vali que fundó el Reino de Vanga. La referencia más antigua a "Vangala" (Bôngal) se ha rastreado en las placas Nesari (805 d. C.) del gobernante del sur de la India Rashtrakuta Govinda III, que invadió el norte de la India en el siglo IX, que hablan de Dharmapala como el rey de Vangala.[cita requerida] Los registros de Rajendra Chola I de la dinastía Chola, que invadió Bengala en el siglo XI, afirman que Govinda Chandra fue el gobernante de Bengala. Shams-ud-din Ilyas Shah tomó el título de "Shah-e-Bangalah" y unió toda la región bajo un mismo gobierno por primera vez.
El reino de Vanga (también conocido como Banga) estaba situado en la parte oriental del subcontinente indio, comprendiendo parte del actual Bangladés moderno y la Bengala Occidental india. Vanga y Pundra fueron dos tribus dominantes en Bangladés en la antigüedad.

## Hacia la independencia
- Hasta 1947, el territorio de Bangladés formó parte de la India Británica, siendo la parte oriental de la provincia de Bengala. Dada su composición religiosa de mayoría islámica, frente a la mayoría de hinduistas en la parte occidental de Bengala, se la particionó y pasó a formar parte del Pakistán.
- Entre 1947 y 1971, la historia de Bangladés está unida a la de Pakistán, del que era una provincia oriental, separada 1600 km de las otras cuatro provincias que constituían el Pakistán occidental.

Para el periodo 1947-1971, véase Historia de Pakistán.

## Independencia de Bangladés
Entre 1946 y 1970 hubo dos factores importantes que condujeron al nacimiento de Bangladés. En esta época aún era el Pakistán oriental. Los bengalíes eran muy reticentes a la creación del Pakistán y a la secesión de la India. La liga musulmana no tuvo mucha influencia en Bengala hasta los años 1940.
En 1946, debido a la gran masacre de Calcuta, se originaron una serie de expresiones políticas e incluso enfrentamientos violentos entre los hindúes y los musulmanes, que hizo que la secesión fuera inevitable. La violencia había comenzado ya desde los años 1920. Ésta llevó a la necesidad de crear un estado musulmán en la antigua India británica, Pakistán. Tras las elecciones de 1946, la liga musulmana obtuvo la mayoría de Bengala. En ese momento, los bengalíes se unieron a la liga.
Durante los veinte años posteriores a la declaración de independencia respecto al dominio británico, Pakistán Oriental recibió muy poca atención del gobierno central de Pakistán, situado en el otro extremo del subcontinente indio. La frecuente explotación de la mayoría bengalí por la minoría no bengalí (ambas musulmanas) hizo crecer las tensiones en Bengala oriental, que llegaron a su límite en 1971, siguiéndole una desaprobación abierta y no democrática de los resultados electorales que otorgaban a la Liga Awami una mayoría abrumadora en el parlamento por parte del militar Yahya Khan, entonces presidente del Pakistán. 
Bajo el liderazgo del Sheikh Mujibur Rahman, también conocido como Bongobondu (amigo de Bengala) y Padre de la Nación, Bangladés comenzó su lucha por la independencia, apoyado al principio discretamente por el gobierno de la India.  A esto siguió a uno de los más sangrientos genocidios de los tiempos recientes llevado a cabo por el ejército pakistaní sobre civiles bengalíes inocentes el 25 de marzo de 1971. Casi de inmediato este conflicto fue el origen de la guerra indo-pakistaní de 1971, que culminó en diciembre del mismo año con la derrota decisiva de las fuerzas de Pakistán (Occidental) y la independencia de Pakistán oriental bajo el nombre de Bangladés.
Finalmente Bangladés se independizó el 16 de diciembre de 1971. Poco tiempo después, el 11 de enero de 1972, el nuevo país cambiaría oficialmente de nombre y la nueva constitución sería adoptada el 16 de diciembre de 1972 (véase Sheikh Mujibur Rahman).

## Época independiente (1971 - 2000)
Tras su independencia, Bangladés pasó a ser una democracia parlamentaria, con Mujib como primer ministro. En las elecciones parlamentarias de 1973, la Liga Awami ganó por mayoría absoluta. Entre 1973 y 1974 tuvo lugar una enorme hambruna a lo largo y ancho de todo el país, y a principios de 1975, Mujib reformó las instituciones, hacia una estructura socialista de partido único con su recientemente formado partido BAKSAL. El 15 de agosto de 1975, Mujib y gran parte de su familia fueron asesinados por oficiales del ejército de rango medio. Salvándose sus hijas Sheikh Hasina (primera ministra entre 1996-2001 y desde el 6 de enero de 2009, después de ganar Elecciones generales de 2008) y Sheikh Rehana al encontrarse en Alemania Occidental.
A lo largo de los tres meses siguientes hubo una serie de sangrientos golpes y contragolpes de Estado que culminó con el ascenso al poder del general Ziaur Rahman, quien reinstauró una democracia multipartidista y fundó el Partido Nacionalista de Bangladés (PNB). El gobierno de Ziaur finalizó cuando éste fue asesinado en 1981 por miembros del ejército. 
El general Hossain Mohammad Ershad tomó el poder en un golpe sin derramamiento de sangre en 1982 y dirigió el país con el Partido Jatiya hasta 1990, cuando fue apartado del poder por un levantamiento popular. Desde entonces, Bangladés ha vuelto a ser una democracia parlamentaria. La viuda de Ziaur, Khaleda Zia, dirigió el PNB a las victorias parlamentarias de 1991 y 2001 y fue primera ministra desde 1991 a 1996 y de nuevo entre 2001 y el 29 de octubre de 2006 al ser sustituida por Iajuddin Ahmed.

### Declaración formal de independencia

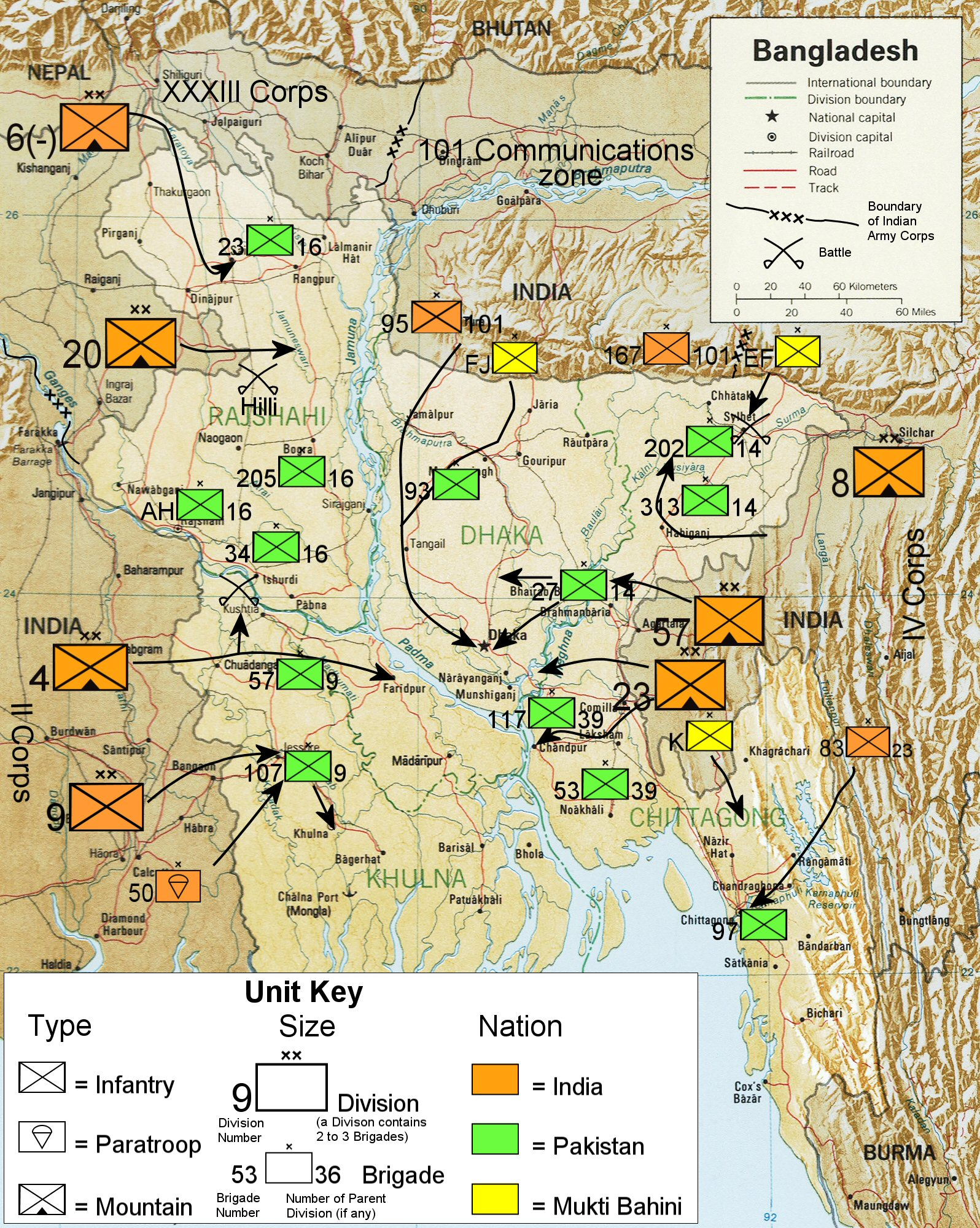
Ilustración que muestra unidades militares y movimientos de tropas durante la guerra.

En las primeras horas del 26 de marzo de 1971, comenzó una represión militar por parte del ejército paquistaní. El Bangabandhu Sheikh Mujibur Rahman fue detenido y los dirigentes políticos se dispersaron, huyendo en su mayoría a la vecina India, donde organizaron un gobierno provisional. Antes de ser detenido por el ejército paquistaní, Sheikh Mujibur Rahman pasó una nota manuscrita que contenía la Declaración de Independencia de Bangladés. Esta nota fue ampliamente difundida y transmitida por el transmisor inalámbrico de los entonces Rifles de Pakistán Oriental. Los informes de la prensa mundial de finales de marzo de 1971 también se aseguraron de que la declaración de independencia de Bangladés por Bangabandhu fuera ampliamente difundida en todo el mundo. El comandante Ziaur Rahman, oficial del ejército bengalí, capturó la emisora de radio de Kalurghat en Chittagong y leyó la declaración de independencia de Bangladés durante las horas de la noche del 27 de marzo.

Esto es Swadhin Bangla Betar Kendra. Yo, el Mayor Ziaur Rahman, bajo la dirección de Bangobondhu Mujibur Rahman, declaro que la República Popular Independiente de Bangladesh ha sido establecida. Bajo su dirección, he tomado el mando como Jefe temporal de la República. En nombre de Sheikh Mujibur Rahman, llamo a todos los bengalíes a levantarse contra el ataque del Ejército de Pakistán Occidental. Lucharemos hasta el final para liberar a nuestra patria. La victoria es, por la Gracia de Alá, nuestra. Alegría Bangla.
Gupta, Jyota Sen (1974). Historia del Movimiento por la Libertad en Bangladesh, 1943-1973: Some Involvement (First edición). Calcuta: Naya Prokash. pp. 325-326. Archivado desde el original el 3 de junio de 2016. Consultado el 15 de noviembre de 2015..

El Gobierno Provisional de la República Popular de Bangladés se formó el 10 de abril en Meherpur (más tarde rebautizada como Mujibnagar, ciudad adyacente a la frontera con la India). Se anunció que Sheikh Mujibur Rahman sería el jefe del Estado. Tajuddin Ahmad fue nombrado primer ministro, Syed Nazrul Islam en presidente en funciones y Khondakar Mostaq Ahmad en ministro de Asuntos Exteriores. Allí se esbozó el plan de guerra y se crearon las fuerzas armadas de Bangladés, que recibieron el nombre de "Muktifoujo". Más tarde, estas fuerzas recibieron el nombre de "Muktibahini" (luchadores por la libertad). M. A. G. Osmani fue nombrado Jefe de las Fuerzas Armadas.
A efectos militares, Bangladés se dividió en 11 sectores bajo 11 comandantes de sector. Además de estos sectores, más adelante en la guerra, se formaron tres fuerzas especiales: Fuerza Z, Fuerza S y Fuerza K. Los nombres de estas tres fuerzas derivaban de las letras iniciales del nombre del comandante. El entrenamiento y la mayoría de las armas y municiones fueron organizados por el gobierno de Meherpur, que contaba con el apoyo de India. A medida que aumentaban los enfrentamientos entre el ejército pakistaní y los Mukti Bahini bengalíes, se calcula que diez millones de bengalíes, en su mayoría hindúes, buscaron refugio en los estados indios de Assam, Tripura y Bengala Occidental.
Los luchadores por la libertad no pudieron vencer a los militares. Los militares paquistaníes crearon grupos civiles y paramilitares para neutralizar a los luchadores por la libertad. Reclutaron a biharíes y bengalíes que no apoyaban la separación de Pakistán Oriental.
Cuando quedó claro que ni el ejército pakistaní ni los luchadores por la libertad podían vencer, India inició gradualmente su invasión. Aumentó sus esfuerzos a escala internacional e incrementó sus actividades militares en Pakistán Oriental, pero no declaró la guerra por miedo a las consecuencias geopolíticas. India tuvo la oportunidad de declarar la guerra cuando Pakistán atacó los aeródromos indios el 3 de diciembre. El ejército indio y los Mukti Bahini llevaban ventaja, con mejor armamento, supremacía aérea y naval total y el apoyo de la mayoría de la población local. El ejército pakistaní mató y violó a muchos bengalíes. Las milicias propaquistaníes mataron a intelectuales bengalíes cerca del final de la guerra. La administración pakistaní se derrumbó y el ejército se rindió el 16 de diciembre.

## Bangladés en elsigloXXI

### Año 2005
El 17 de agosto de 2005, 434 bombas de poca potencia explotaron casi simultáneamente en las principales ciudades y localidades del país causando dos muertos y centenares de heridos. Estos ataques, provenientes de grupos islamistas, son cada vez más frecuentes y apuntan en su mayor parte a los edificios gubernamentales.

### Año 2006
Entre el 20 de mayo y el 6 de junio de 2006, 1,8 millones de trabajadores del textil y la confección en Daca, de los que el 90% son mujeres, emprenden una serie de huelgas masivas y simultáneas. Fueron varios los centros industriales que se vieron afectados repetidamente por esta ola de huelgas, que adoptó un carácter de violencia permanente debido a la represión de una desmedida ferocidad a la que se entregó el poder bengalí. Tres trabajadores resultaron muertos, otros tres mil heridos de bala, y varios miles encarcelados. Decenas de miles de trabajadores se movilizaron en una serie de huelgas que se extendieron como un reguero de pólvora para protestar contra los salarios y las condiciones de trabajo: 15 euros mensuales, sin vacaciones, sin higiene, violaciones de las trabajadoras, y otros abusos. Surgidos en una fábrica de Sripur, en las afueras de la capital, los motines se propagaron hacia Daca, acarreando el cierre de centenares de manufacturas. Las fuerzas de represión policiales, militares y paramilitares, intentaron encerrar a los trabajadores en el interior de algunas fábricas en las que el agua potable había sido cortada. La violencia de los enfrentamientos entre los trabajadores y las fuerzas del orden fue tal que catorce fábricas fueron quemadas y varios centenares saqueadas.